# مقاطعة ورشيخ
مقاطعة ورشيخ (بالصومالية: Degmada Warsheekh)‏ منطقة في جنوب شرق محافظة شبيلي الوسطى في الصومال، عاصمتها ورشيخ.